# Carlos Arias Pérez
Carlos Andrés Arias Pérez (Chile, 4 de septiembre de 1986) es un exfutbolista e ingeniero comercial chileno. Actualmente se desempeña como preparador de arqueros del Club Universidad de Chile.

## Trayectoria
Realizó todas las inferiores en Universidad Católica, partiendo en 2006 a préstamo al equipo de la división de ascenso de Chile Curicó Unido. El año 2009 llega a Provincial Osorno, de la primera división B.
Es Becado por Duoc UC  para ser el arquero titular durante abril de 2011. 
El año 2012, gracias a su participación en los torneos universitarios, es visto por Club Deportes La Serena, club de primera división chilena, donde disputó palmo a palmo un lugar en la titularidad. En 2013 recaló en Deportes Melipilla, cuadro con el que disputa la segunda división profesional.

## Selección nacional
Sus buenas actuaciones en la UC le valieron una nominación a la selección sub-20 de Chile para disputar el sudamericano del año 2005 disputado en Colombia. A este campeonato no llegó como titular, pero tuvo la oportunidad y no soltó la portería hasta el Mundial Sub-20 de Holanda jugado el mismo año.

### Participaciones en la Copa del Mundo
| Mundial                                | Sede         | Resultado   |
| -------------------------------------- | ------------ | ----------- |
| Copa Mundial de Fútbol Juvenil de 2005 | Países Bajos | 8° de final |

## Clubes
| Club                 | País  | Año       |
| -------------------- | ----- | --------- |
| Curicó Unido         | Chile | 2006      |
| Universidad Católica | Chile | 2007-2008 |
| Provincial Osorno    | Chile | 2009-2010 |
| Deportes La Serena   | Chile | 2012      |
| Deportes Melipilla   | Chile | 2013      |
| San Antonio Unido    | Chile | 2013-2014 |
| Deportes Melipilla   | Chile | 2014-2015 |